# 천문학 후원

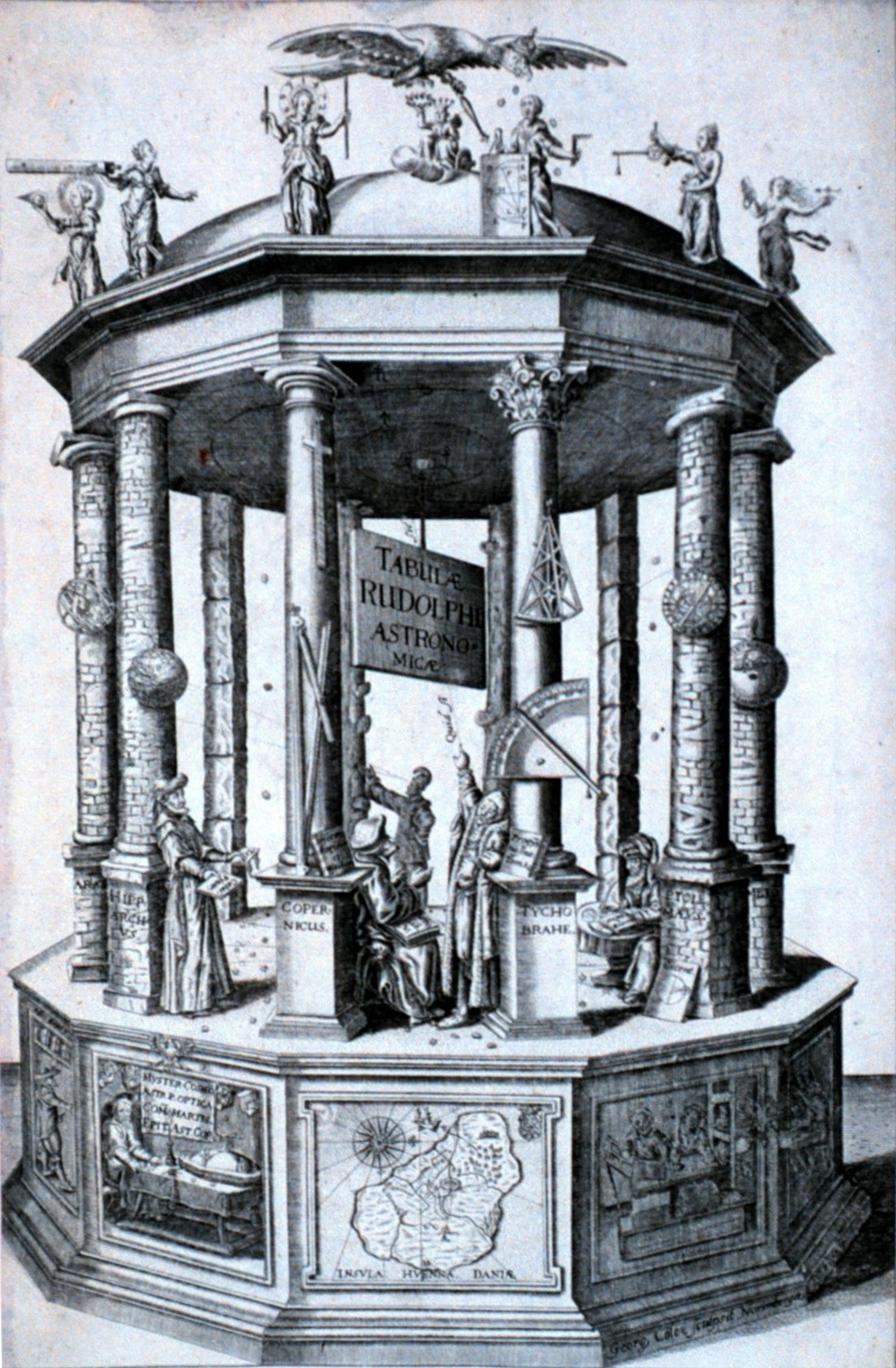
《루돌프표》의 권두화.

천문학 후원(天文學後援, patronage in astronomy)에 대해 논하는 것은 천문학사를 문화적인 관점에서 살펴보는 것이다. 이 접근법은 천문학자 개개인의 발견과 업적에 주목하기보다, 천문학이라는 분야를 형성하는 데 있어 후원(patronage)이 수행했던 역할을 강조한다.

## 과학사에 있어서의 중요성
과학사를 논할 때 간과하고 넘어가기 쉬운 부분이지만, 후원 제도와 그 제도권 내에 존재한 실체들은 과학사상의 많은 영웅들의 삶에 큰 영향을 미쳤다. 특히 천문학사는 갈릴레오 갈릴레이와 메디치 가문처럼, 후원자와 과학자 사이의 관계를 보여주는 수많은 예시들이 가득하다. 많은 역사학자들이 지금까지 상대적으로 묻혀 있었던 이 관점을 통해 과학사를 살피는 것의 중요성을 논하기 시작했다. 로버트 스미스 박사는 미국 항공우주국의 초기 역사에 있어 후원이 수행한 역할에 대해 논하는 글에서 “우주 천문학의 역사는 대개 학자들에 의해 성취된 과학적 발견과 그러한 발견이 우주를 보는 새로운 시각을 일깨워줬다는 관점에서 서술된다”고 주장했다. 하지만 피터 바커와 버나드 골드스타인에 따르면, “로버트 웨스트만과 리처드 웨스트폴의 획기적인 연구 이후, 천문학사학자들과 과학사학자들은 16세기와 17세기에 걸친 과학의 발전을 이해함에 있어 후원의 중요성을 인정하고 있다.” 니콜라스 자르딘, 마리오 비애지올리, 리처드 웨스트폴을 비롯한 과학사학자들이 후원의 역할을 담론의 수면 위로 끌어올렸으며, 그들의 연구를 살펴봄으로써 갈릴레오 갈릴레이, 요하네스 케플러, 튀코 브라헤를 비롯한 과학의 영웅들 다수에 대한 이해를 보다 풍부하게 할 수 있다. 다만 후원제도는 과학혁명을 둘러싼 사회상을 이해하는 데 있어 유일한 해법은 아니다. 과학혁명기의 몇몇 인물은 “후원을 받지 않았으며, 후원을 받지 않은 인물들이 얼마나 많은지 아직 불확실”하기 때문이다. 그럼에도 불구하고, 후원은 “산업화 이전의 사회에서 가장 만연한 수행기관이었을  수 있다.”

## 후원이란 무엇인가?
16세기에서 17세기 초에 이르는 시대의 후원제도는 현대에 정의되는 "후원"과는 다른 것이다. 갈릴레오, 케플러 등 천문학자들의 맥락에서 후원제도는 그런 천문학자들과 높으신 분들 사이에 맺어지는 복잡한 관계였다.

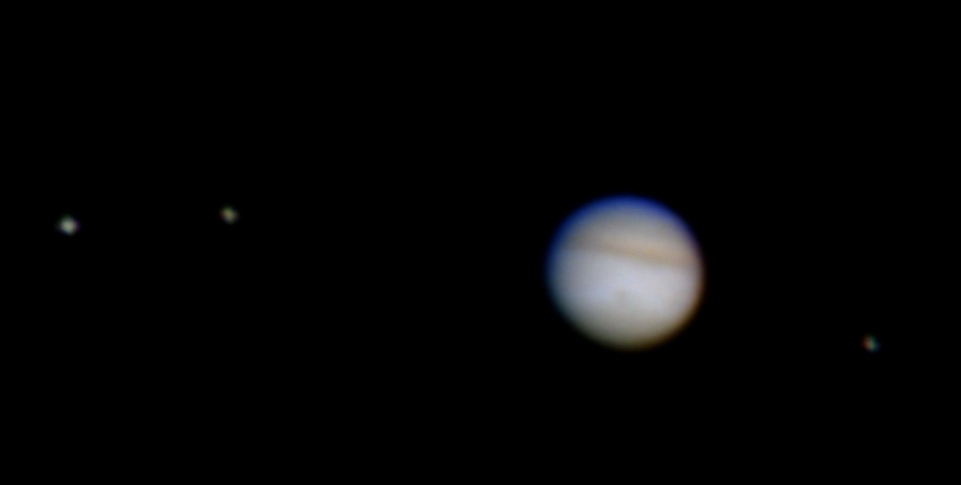
아마추어 망원경으로 들여다본 목성의 위성들

이러한 관계는 갈릴레오 같은 이들이 메디치 가문 같은 권력자들의 밑에서 한 자리 잡을 수 있게 해 주었으며, 그렇게 함으로써 갈릴레오의 사회적 지위를 상승시켜주었을 뿐만 아니라 과학적 노력에 들일 수 있는 시간과 돈을 확보할 수 있게 해 주었다. 갈릴레오의 사례에서 볼 수 있듯이, 이러한 관계는 상호 주고받는 것이었다. 후원자는 천문학자에게 메디치의 별 같은 선물을 헌정받았고, 그런 식으로 진귀한 무언가를 얻게 됨으로써 자신들의 사회적 훌륭함과 명예를 증진시켰다.

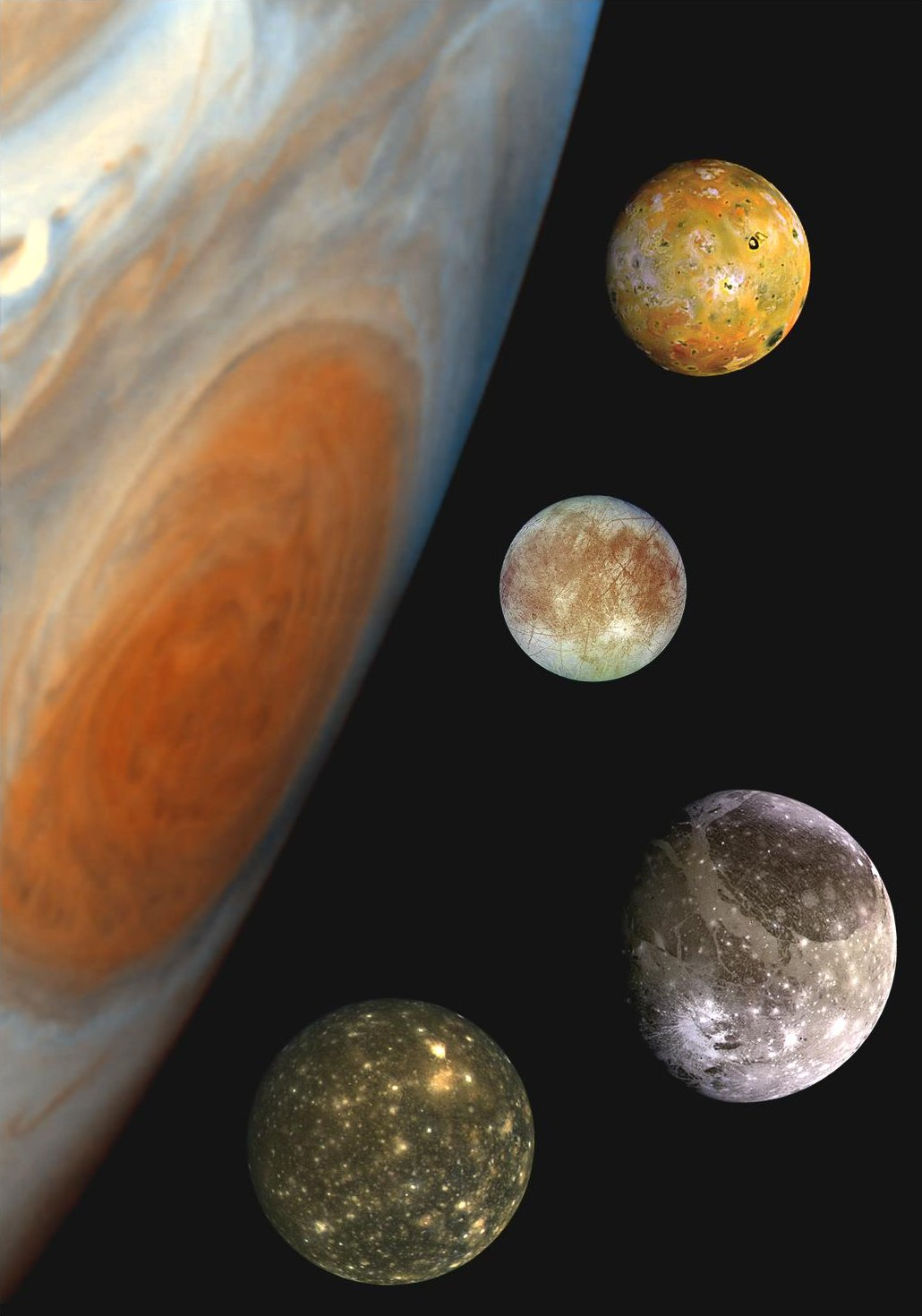
목성의 위성들. 갈릴레오는 이 위성들을 발견했을 당시 "메디치의 별들"이라고 이름붙였다.

궁정(court)은 이러한 후원 관계가 이루어지는 장소였으며, 뿐만 아니라 “과학자들의 사회적 정당화의 창구를 제공함으로써 새로운 과학의 인지적 정당화”에 기여하고, “결과적으로 그들의 규율의 인식론적 위치를 신장시켰다.” 후원제도가 현재 우리가 과학이라는 이름으로 포괄적으로 부르는 행위에 종사하는 모든 사회적 엘리트들 간의 사회적 관계 제도로 해석될 수도 있겠지만, 사실 그보다는 “후원자와 예속자 사이의 이원적인 관계들의 집합이었으며, 그 관계 각각이 독특하다… [후원을 위한] 수행기관은 없었으며, 어떤 공식적 구조가 있다고 해도 거의 최소한이었다. 후원은 아무런 보증도 내포하고 있지 않았고, “후원자와 예속자 사이의 관계는 상호 자발적인 관계였으며, 언제든 해산될 수 있는 관계였다.” 웨스트폴은 “예속자는 후원자에게 자신의 가치를 알아보고 지원해주는 사람의 장엄함을 밝힐 수 있는 능력이 있음만을 강조했다”는 점을 강조한다.

## 과학사학자들의 관점

### 마리오 비애지올리
마리오 비애지올리는 그의 책 《가신 갈릴레오: 절대주의 문화에서의 과학 수행》(Galileo Courtier: The Practice of Science in the Culture of Absolutism)에서 근대과학의 최대 영웅 중 하나인 갈릴레오 갈릴레이를 들어 후원관계로 특징지어지는 사회를 논하였다. 비애지올리는 갈릴레오가 “관계를 맺었던 여러 다른 궁정들의 사람들과 경험한 활동적인 사회적 관계를 통해 선구자적 물리학자의 모습을 생생하게 대표한다”고 보았다. 

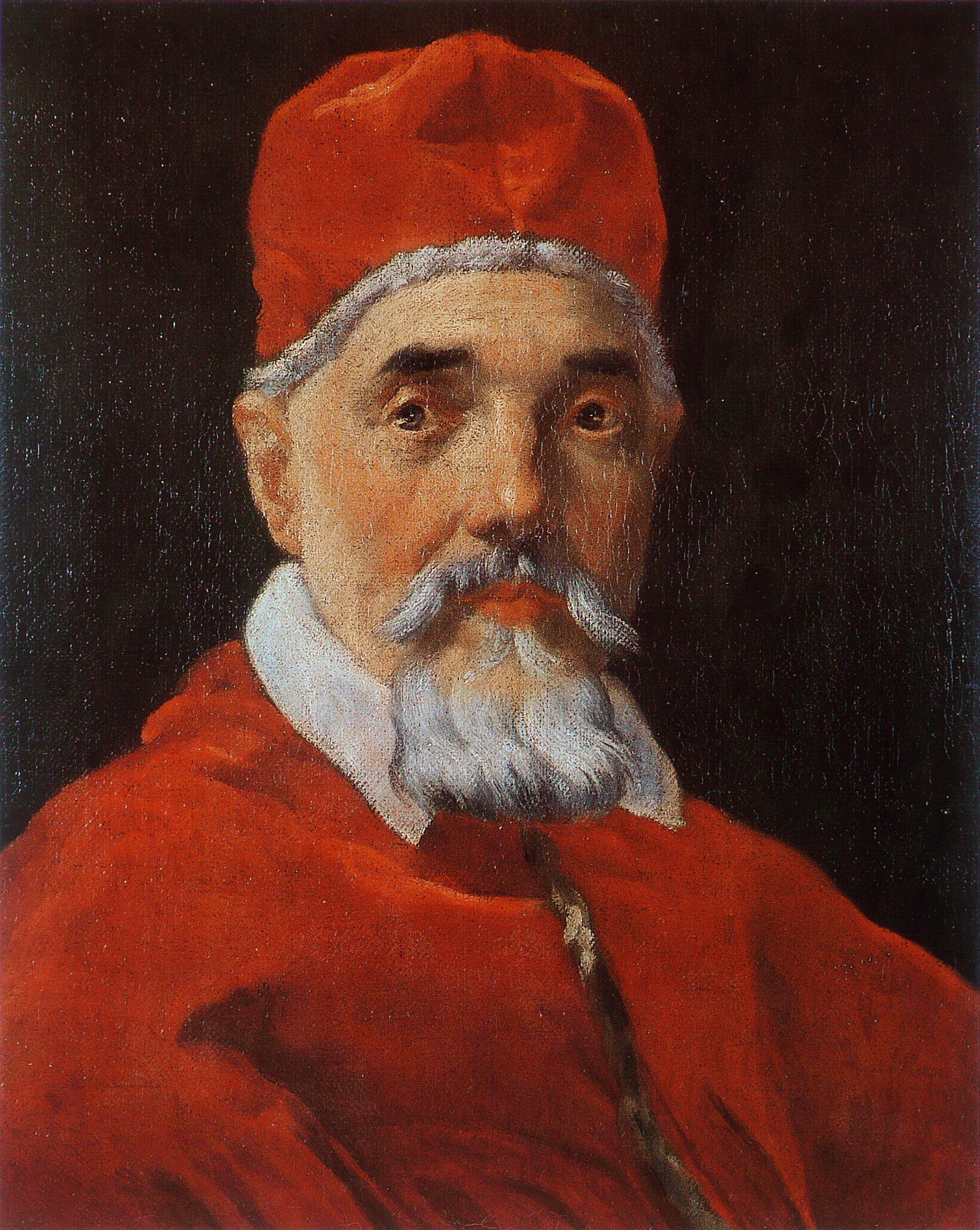
교황 우르바노 8세

비애지올리의 책에 따르면, 갈릴레오는 “후원제도를 이용해 피사에서 교수직을 얻어냈다… [그리고] 파도바에서 메디치 “본궁정”으로 가기 위해 교묘한 책동을 벌였다… 아카데미에 들어가기 위해 체시 공을 비롯한 로마의 높은 지위의 인물들과 접촉하고 다녔다. 그리고 가장 중요한 후원자 두 명 중 한 명이었던 우르바노 8세를 잃은 뒤 그의 영향력은 모두 먼지로 돌아갔다.” 래리 울프는 비애지올리의 연구를 논평하면서 비애지올리가 갈릴레오의 신분상승을 단순히 “그(갈릴레오)의 ‘인지적 태도’”뿐 아니라 “그의 ‘경력 전략’”의 직접적 결과로 해석한다는 점을 지적한다. 비애지올리에 따르면 갈릴레오는 권력 획득 과정의 귀재였다. “후원의 논리 속에서 갈릴레오의 경력에 있어 극적인 과학적 생산의 역할이 [설명된다]… [갈릴레오는] 자신의 후원자들에게 선물로 바칠 수 있는 것을 만들거나 발견할 필요가 있었다.” 자르딘은 비애지올리의 논의에 더하여, 갈릴레오가 코시모 2세에게 목성의 위성을 헌정했던 것이 메디치 가문의 상징으로 전용되었음이 특히 성공적인 사례라고 첨언한다. 이렇게 선물을 주고받음으로써 공후 귀족들은 사회적 탁월함을 획득했고, 자신들의 명예와 상호인정을 유지했다.

## 같이 보기
- 과학사
- 천문학사
- 계몽시대
- 갈릴레오 갈릴레이
- 갈릴레오 재판
- 요하네스 케플러
- 튀코 브라헤

## 참고 자료
- Barker, Peter, and Bernard R. Goldstein. "Patronage and the Production of De Revolutionibus." Journal for the History of Astronomy (ISSN 0021-8286), Vol. 34, Part 4, No. 117, p. 345-368 (2003)
- Biagioli, Mario. Galileo Courtier: the Practice of Science in the Culture of Absolutism, University of Chicago Press, 1993. ISBN 0-226-04560-9
- Jardine, Nicholas. "The Places of Astronomy in Early-Modern Culture." Journal for the History of Astronomy Vol. 29, p. 49-62 (1998)
- McCarthy, Martin F. "Galileo Courtier: The Practice of Science in the Culture of Absolutism." Theological Studies, September, 1994. http://findarticles.com/p/articles/mi_hb6404/is_n3_v55/ai_n28643111/?tag=content;col1
- Smith, Robert. "Early history space astronomy: Issues of patronage, management and control." Experimental Astronomy (ISSN 1572-9508), Vol. 26, No. 1-3, p. 149-161 (2009)
- Westfall, Richard. "Science and Patronage: Galileo and the Telescope" Isis, Vol. 76, No. 1, p. 11-30 (1985)
- Wolff, Larry. "Galileo Courtier: The Practice of Science in the Culture of Absolutism. -book reviews" Journal of Social History, Winter, 1994. http://findarticles.com/p/articles/mi_m2005/is_n2_v28/ai_16351127/